# Otti Lim
Otteline Gwat Nio (Otti) Lim (Surabaya, 12 juni 1924 – Loenen aan de Vecht, 15 maart 2019) was een Nederlandse verzetsstrijdster tijdens de Tweede Wereldoorlog. Ze was na de oorlog werkzaam als arts-microbioloog.

## Biografie
Lim werd geboren in Surabaya. In 1930 verhuisde ze met haar ouders, broer en zus naar Den Haag. Ten tijde van de Tweede Wereldoorlog was ze studente medicijnen. Ze was koerierster voor het Nationaal Steunfonds. Ze was betrokken bij de hulp aan Joodse onderduikers en bracht daarnaast op de fiets, door het hele land, wapens, bonkaarten en geld rond. In 1943 redde ze, op instructie van Sándor Baracs, een pasgeboren Joodse baby uit de crèche tegenover de Hollandsche Schouwburg door hem in een vuilnisbak naar buiten te smokkelen. Lim woonde toentertijd op een kamer in het huis van Hester van Lennep.
Lim trouwde na de oorlog met Bob Zanen, met wie ze drie kinderen kreeg. In 1953 behaalde ze haar doctoraal geneeskunde. In 1957 werd ze aan de Amsterdamse Gemeente Universiteit bevorderd tot arts. Net als haar echtgenoot werd ze arts-microbioloog. Beiden werkten in het Laboratorium voor Gezondheidsleer in het Oosterpark.

## Publicaties (selectie)
- Zanen-Lim O. G. (1971). Anatomen van au-sh-antigeen in donor-sera met de tegenstroomelektroforese. Nederlands Tijdschrift voor Geneeskunde 1575–6.
- Zanen-Lim O. G. (1976). Virus-like particles demonstrated by freeze-squeeze technique in acute-phase serum of patients with hbag-negative hepatitis. The Lancet (Londen) 18–20.
- Zanen-Lim O. G. (1977). Hepatitis a. Nederlands Tijdschrift voor Geneeskunde 1812–5.
- Zanen-Lim O. G. & Zanen H. C. (1980). Postmortem bacteriology of the lung by printculture of frozen tissue. a technique for in situ culture of microorganisms in whole frozen organs. Journal of Clinical Pathology 474–480.
- Zanen-Lim O. G. & Zanen H. C. (1988). Lipopolysaccharides as a marker system in the epidemiology of legionella pneumophila serogroup 12. FEMS Microbiology Letters 85–88.